# Championnats de France d'athlétisme 1893
Navigation
Championnats 1892 Championnats 1894
Les Championnats de France d'athlétisme 1893 ont eu lieu les 21 et 28 mai 1893 à la Croix-Catelan de Paris. Deux nouvelles épreuves sont introduites lors de ces championnats : le 800 m et le 400 m haies. L'épreuve de steeple (4 000 m) a lieu le 16 avril.

## Palmarès
| Discipline       | Athlète                | Athlète      |
| ---------------- | ---------------------- | ------------ |
| 100 m            | Jean-Guy Gautier       | 11 s 2       |
| 400 m            | Paul Blanchet          | 53 s 2       |
| 800 m            | Fernand Meiers         | 2 min 9 s 0  |
| 1 500 m          | Fernand Meiers         | 4 min 25 s 6 |
| 110 m haies      | Léon Mazuchelli        | 17 s 8       |
| 400 m haies      | Paul Blanchet          | 60 s 0       |
| 4 000 m steeple  | Julien Borel           | 14 min 2 s 4 |
| Saut en hauteur  | Frédéric Combemale     | 1,55 m       |
| Saut à la perche | Gustave Duchamps (BEL) | 2,45 m       |
| Saut en longueur | Paul Thierry           | 5,87 m       |
| Lancer du poids  | Hector Bemelmans (BEL) | 9,85 m       |